# Trittico di Jean Braque
Il Trittico di Jean Braque (o Trittico della famiglia Braque, Trittico Braque) è una pala d'altare dipinta ad olio su tavola da Rogier van der Weyden intorno al 1452. L'opera è composta da tre pannelli e una volta aperta rivela, da sinistra a destra, San Giovanni Battista, la Madonna con Gesù e San Giovanni Evangelista, e Maria Maddalena. Sulla parte esterna delle ante, visibile una volta chiuse, è rappresentata una vanitas composta da un teschio e una croce.
Tutti i pannelli hanno un'altezza di 41cm; la larghezza dei pannelli laterali misura 34.5cm, quella del pannello centrale 68cm.
Questo trittico è l'unica opera devozionale di van der Weyden arrivata ai giorni nostri che sia stata dipinta per un uso privato invece che pubblico. Non si sa per certo chi commissionò l'opera; le ipotesi ricadono su Jean Braque o sua moglie, Catherine de Braband, a lui molto devota, che avrebbe commissionato l'opera dopo l'improvvisa morte di Jean nel 1452.

## Descrizione

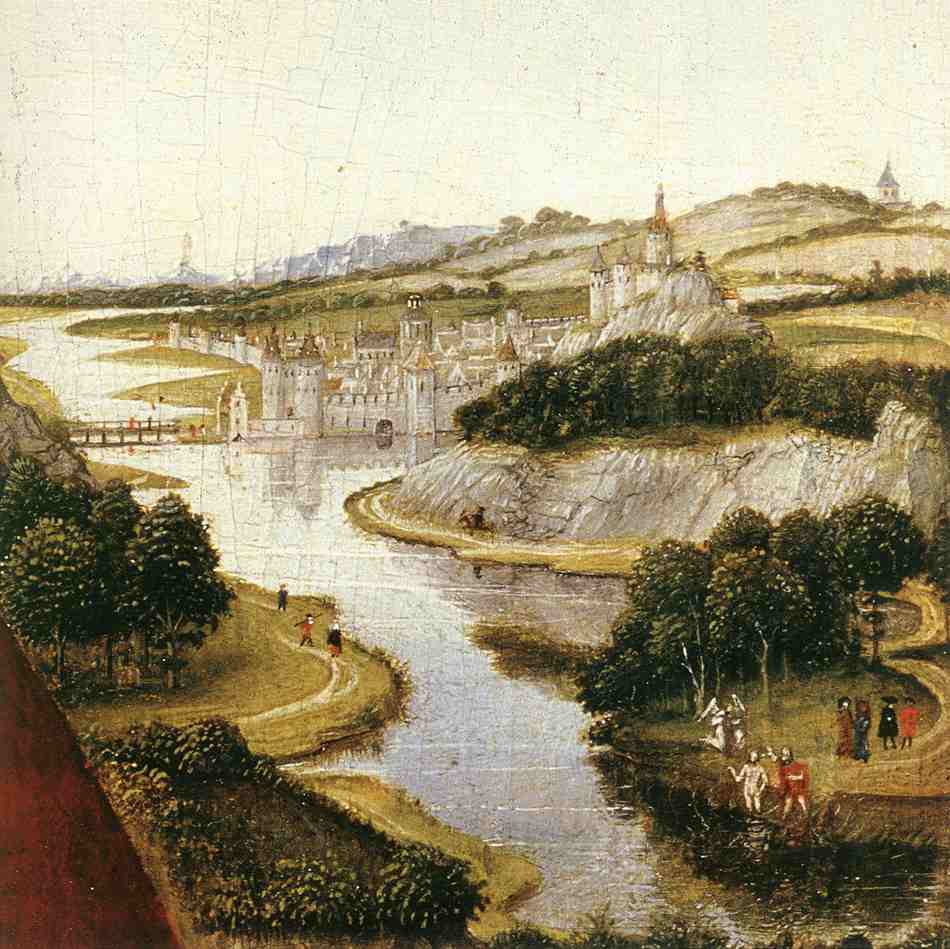
Dettaglio del paesaggio dietro San Giovanni Battista. In basso a destra il battesimo di Gesù.

### L'interno dei pannelli

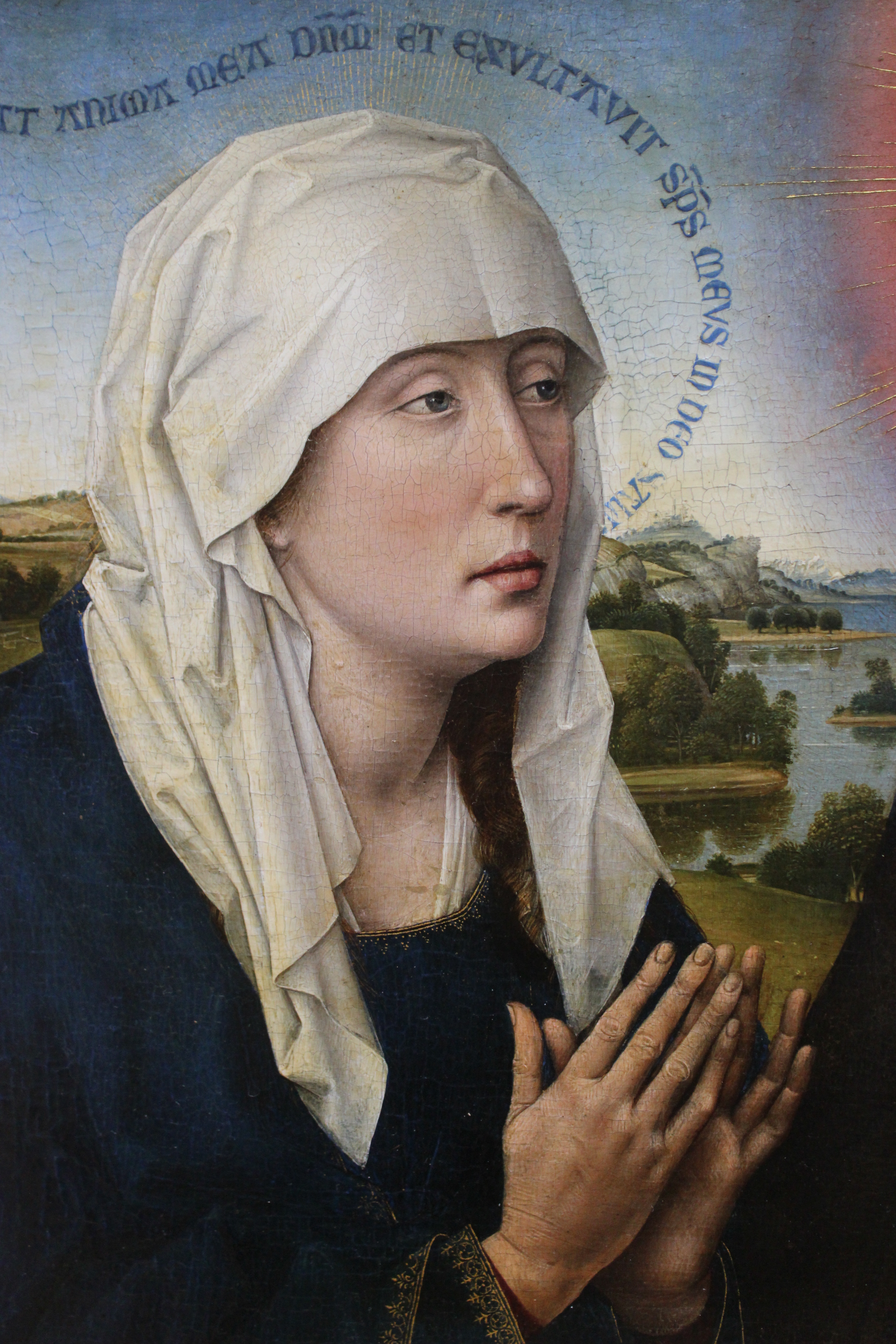
Dettaglio, Maria, Pannello centrale

Nell'anta sinistra è dipinto un ritratto a mezza figura di San Giovanni Battista, con lo sfondo che raffigura il battesimo di Gesù.
Il pannello centrale ritrae un Cristo Salvator Mundi, la cui testa è una replica quasi perfetta di quella del Cristo del Polittico del Giudizio universale.
Gesù e Giovanni Evangelista con la loro mano destra, in maniera deliberatamente simmetrica, fanno il gesto della benedizione tipico dell'iconografia cristiana: il loro indice e il dito medio sono tenuti in alto, mentre anulare e mignolo sono rivolti verso il pollice.
La protagonista del pannello di destra è la Maddalena, raffigurata in una veste sontuosa e resa nel dettaglio, un'immagine che è considerata come uno dei migliori ritratti femminili di van der Weyden.

#### Le scritte
Ogni pannello interno contiene delle iscrizioni in latino che fluttuano sopra le figure fungendo da fumetto o, nel caso della Maddalena, da commento. Tali scritte fanno eco alle parole nella croce raffigurata all'esterno del pannello di destra. Tutti I testi sono tratti dal Vangelo secondo Giovanni, tranne quello della Vergine, che viene dal Magnificat del Vangelo di Luca. 
Le parole di San Giovanni Battista, «ECCE AGNUS DEI QUI TOLLIT PECCATA MUNDI», escono dalla sua bocca per curvare verso l'angolo in alto a destra, e sembrano unirsi a quelle delle Vergine nel pannello centrale, «MAGNIFICAT ANIMA MEA DOMINUM ET EXULTAVIT SPIRITUS MEUS IN DEO SALV», le quali a loro volta entrano nella sua bocca.
La scritta sopra Gesù recita EGO SUM PANIS VIVUS QUI DE CELO DESCENDI, quella sopra San Giovanni «ET VERBUM CARO FACTUM EST ET HABITAVIT IN NOBIS»
Le parole del pannello dalla Maddalena differiscono da quelle degli altri personaggi in quanto non sono pronunciate da lei, ma fungono da commento. Probabilmente è questa la ragione per cui il formato della scritta e la sua disposizione, che segue una linea retta invece che curva, sono diversi da quelli degli altri pannelli. Il recita: MARIA ERGO ACCEPIT LIBRAM UNGUENTI NARDI PISTICI PRECIOSE ET UNXIT PEDES JESU.
Van der Weyden aveva già usato delle scritte in una maniera simile nel Polittico del Giudizio universale (1445–1450)

### L'esterno dei pannelli

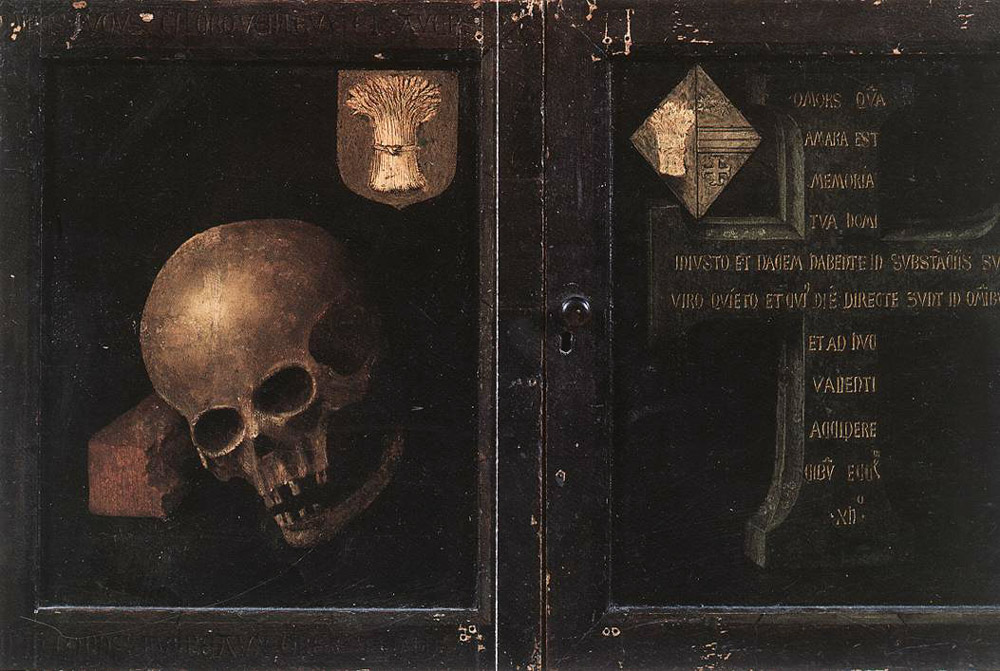
I pannelli esterni. Il teshio probabilmente è sia un memento mori che una commemorazione del cliente defunto.

La parte sinistra mostra un teschio appoggiato ad un mattone rotto assieme allo stemma della famiglia Braque (un fascio di grano) sull'angolo in alto a destra. Il pannello è uno dei primi esempi di teschio utilizzato in una vanitas, mentre il mattone rosso, la croce e le iscrizioni riflettono l'immaginario della morte tipico del genere.
Il mattone in opere di questo tipo rappresenta la caduta in rovina e, data la presenza dello stemma familiare, si presume che serva da memento per i membri della famiglia Braque. Altri storici dell'arte ritengono che la presenza del teschio non sia legata alla famiglia Braque, molto vicina ai Valois, ma potrebbe rappresentare Adamo, oppure una parte del Golgota.
Il pannello di destra contiene una croce con delle iscrizioni latine dal Libro del Siracide: «o mors quam amara est memoria tua homini pacem habenti in substantiis suis. viro quieto et cuius viae directae sunt in omnibus et adhuc valenti accipere cibum»

## Provenienza
La datazione dell'opera è incerta e si basa sulla data di morte di Jean Braque (1452) e sul fatto che l'interno dei pannelli risente dell'influenza italiana (van der Weyden visitò l'Italia nel 1450).
Viene menzionato per la prima volta, senza specificarne l'autore, nel testamento di Catherina de Brabant (1497) quando lo lasciò al nipote Jehan Villain. L'opera restò in possesso della famiglia fino al 1586, quando venne comprata da un sacerdote in Inghilterra. Più tardi finì nelle mani del pittore Richard Evans. Venne infine comprato nel 1913 dal Museo del Louvre da Lady Theodora Guest, figlia del Duca di Westminster.
Oggi l'opera è in esposizione al Louvre nella sua cornice originale in quercia.

### Esplicative
1. ↑  «Ecco l'agnello di Dio, ecco colui che toglie il peccato del mondo» Giovanni,  Gv 1,29, su laparola.net.
2. ↑  «L'anima mia magnifica il Signore e il mio spirito esulta in Dio, mio salvatore», Luca,  Lc 1,46-47, su laparola.net.
3. ↑  «Io sono il pane vivo, disceso dal cielo», Giovanni,  Gv 6,51, su laparola.net.
4. ↑  «E il Verbo si fece carne e venne ad abitare in mezzo a noi», Giovanni  Gv 1,14, su laparola.net.
5. ↑  «Maria allora, presa una libbra di olio profumato di vero nardo, assai prezioso, cosparse i piedi di Gesù», Giovanni,  Gv 12,3, su laparola.net.
6. ↑  «O morte, come è amaro il tuo pensiero per l'uomo che vive sereno nella sua agiatezza, per l'uomo senza assilli e fortunato in tutto, ancora in grado di gustare il cibo!», Siracide,  Siracide 41,1, su laparola.net.

### Riferimenti
1. 1 2 3 4  Blum, 30
2. ↑  Blum, 30-1
3. ↑  Lane, 281
4. ↑  Acres, 87
5. ↑  McNamee, 1
6. ↑  Campbell, 89
7. ↑  Acres, 89
8. 1 2  Acres, 88
9. ↑  Acres, 86-7
10. ↑  Blum, 31
11. ↑  Lamb, 43
12. ↑  Baudrillard, 178
13. ↑  Leprieur, 273
14. ↑  Blum, 127